# ○月○日の大久保佳代子
『○月○日の大久保佳代子』（まるがつまるにちのおおくぼかよこ）は、2015年8月11日（8月10日深夜）から9月21日まで、全7回放送された、CBCテレビ制作の東海ローカルバラエティ番組。放送時間は毎週月曜日23:53 - 翌0:23。

## 内容
自社制作の午後の情報番組『ゴゴスマ -GO GO!Smile!-』の月曜日レギュラーである大久保佳代子が、『ゴゴスマ』放送終了後に東海地方にロケに出て、その日の深夜（回によっては翌日未明）に放送する撮って出し番組である。大久保は、ロケバスの中でその日の中日スポーツ夕刊を広げて日にちをアピールする。

### タイトル
タイトルの『○月○日』には以下の通り、毎回放送日（火曜日になってからの放送となる場合には前日（月曜日）の日付）が入る。
1. 8月10日の大久保佳代子
2. 8月17日の大久保佳代子
3. 8月24日の大久保佳代子
4. 8月31日の大久保佳代子
5. 9月7日の大久保佳代子
6. 9月14日の大久保佳代子
7. 9月21日の大久保佳代子

## スタッフ
- 企画 - 田原寿也
- 構成 - 根宜利彰
- 撮影 - 市原泰則
- 音声 - 加藤千騎
- 照明 - 下古谷美勇士
- MA - 笠原貴一、今井志のぶ
- 編集 - 下村一生
- CG - jaminc.
- メイク - 野村千恵
- AD - 尾関美有、山田純也
- ディレクター - 大武知広、尾田真一
- プロデューサー - 柴田知宏